# Alain Reinberg
Alain Reinberg est un physiologiste français né à Paris 14e le 4 novembre 1921 et décédé au Chesnay le 26 novembre 2017, ancien résistant, pionnier de la recherche en chronobiologie, romancier, amateur éclairé d'art, de symbolique romane, de théologie et de philosophie. Il était docteur en médecine, spécialisé initialement en endocrinologie et dans les maladies métaboliques, mais également docteur ès sciences, ex-directeur de recherche au CNRS, et directeur de recherche à la Fondation Adolphe-de-Rothschild.

## Responsabilités académiques
Il fut secrétaire général (1963- 1974) puis vice-président (1975) de la Société française d'endocrinologie, mais aussi président de la Société francophone de chronobiologie, président de l'International Society for Chronobiology, fondateur et coéditeur, aux côtés du Pr Michael Smolensky, du journal scientifique de référence Chronobiology International en 1984. Il en fut « Advisory Editor » jusqu'à sa mort.
Il fut également récipiendaire du prix de l'Académie des sciences en 1972, auteur et coauteur de plus de 600 publications scientifiques.

## Principaux ouvrages
- « Les rythmes biologiques : une vieille histoire et de nouveaux défis » in Rythmes de l'homme, rythmes du monde, Séminaire de l'École normale supérieure de la rue d'Ulm 2006-2008, sous la direction de Christian Doumet et Aliocha Wald Lasowski, Éditions Hermann, 2010
- Reinberg, A., (2001), L'art et les secrets du temps, une approche biologique, Éditions du Rocher, Monaco
- Reinberg, A., (1991), Chronobiologie médicale, chronothérapeutique, Flammarion, coll. Médecine Sciences, 2e édition (2003)
- Reinberg, A., (1971), Le sodium et la vie, Que-sais-je, PUF, 3ème édition

### Publications scientifiques
- Reinberg, A. Temps biologique et chronobiologie, Revue du Palais de la Découverte, vol 14, no 134. Conférence au  Palais de la Découverte le 12 décembre 1984.

### Romans
- Reinberg A., Des êtres sans importance, Éditions La Bruyère, Paris, 2013. Préface de François Testu.

- Reinberg A., Faut-il oublier ces choses là ?, Éditions La Bruyère, Paris, 2011. Préface de Jean-Louis Debré.
- Reinberg A., La bête folzingue, Calmann Levy, Paris, 1972
- Reinberg A., Le haut de la coquille, Robert Laffont, Paris, 1963